# Московська паніка 1941 року

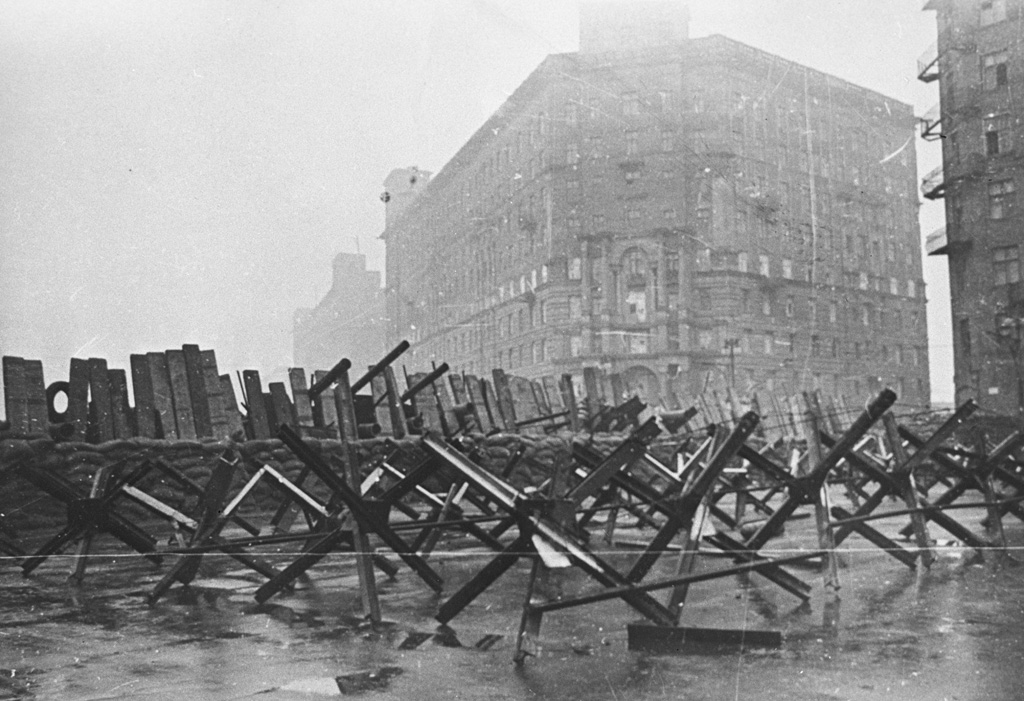
Протитанкові загородження на вулицях Москви. Битва за Москву. 1941

Московська паніка 1941 року (рос. Московская паника 1941 года) (16 — 19 жовтня 1941) — події другої декади жовтня 1941 року, що сталися в столиці Радянського Союзу. Паніка в Москві розпочалася відразу після розгрому вермахтом під Вязьмою військ Західного і Резервного фронтів у ході битви за Москву і швидкого просування німецьких військ до міста. Ключовим збудником стало прийняття Й. Сталіним цілком таємної постанови про евакуацію столиці, яка передбачала виїзд з Москви керівництва більшовицької партії, радянського уряду, усіх міністерств і відомств, Генерального штабу та іноземних амбасад.

## Історія
До 13 жовтня 1941 року силам німецької групи армій «Центр» вдалося прорвати оборону радянських військ і оточити на захід від Вязьми п'ять армій; в полон потрапило більш ніж 663 тис. червоноармійців.. Втрати вбитими і пораненими Червоної Армії перевищили 380 тисяч осіб, всього безповоротні втрати становили понад 1 млн військових. Знищивши війська противника, що протистояли на московському напрямку, вермахт підійшов до Можайської лінії оборони, дорога на Москву була відкрита.
15 жовтня 1941 року Державний комітет оборони СРСР прийняв постанову «Про евакуацію столиці СРСР м. Москви». Текст цілком таємної постанови № 801 був підписаний Й. Сталіним.
Тим часом, передові загони противника вийшли до Малоярославця і зав'язали бої на його околицях.
Коли Й. Сталін оголосив своїм підлеглим, що керівництво країни залишає столицю, всі, хто дізнався про це, поспішили виконати вказівку вождя. Вони ділилися лякаючою інформацією з усіма знайомими, і звістка про залишення міста поширилася миттєво. Почалося щось невимовне. Зранку паніка в Москві досягла найвищої межі. Москвичі прочитали в газетах зведення Радінформбюро: «протягом ночі 14—15 жовтня становище на Західному напрямку фронту погіршилося. Німецько-фашистські війська кинули проти наших частин велику кількість танків, мотопіхоти і на одній ділянці прорвали оборону».
Першими, випереджаючи дипломатичний корпус і уряд, зі столиці втекли співробітники ЦК ВКП(б). Кілька днів по тому спорожнілий будинок на Старій площі оглянули співробітники урядової охорони. В результаті огляду приміщень виявлено:
- 1. Жодного працівника ЦК ВКП(б), який міг би привести все приміщення до ладу і спалити наявне секретне листування, не лишилося…
- 6. Винесений цілком таємний матеріал у котельню для спалювання залишений купами, що не спалений;
- 7. Залишено більше сотні друкарських машинок різних систем, 128 пар валянок, кожухи, 22 мішки зі взуттям і носильними речами, кілька тонн м'яса, картоплі, кілька бочок оселедців, м'яса та інших продуктів;
- 8. У кабінеті товариша Жданова виявлені п'ять цілком таємних пакетів[3].

Вранці 16 жовтня в Москві вперше за всю історію не відкрилися двері метрополітену. Метро не працювало. Надійшов наказ демонтувати і вивезти все обладнання. Закриті двері метро самі по собі вселяли страх і паніку. Метро — найнадійніший транспортний засіб. Основний притулок під час щоденних нальотів авіації ворога.
По радіо виступив голова Мосради Василь Пронін, але його мова була млявою і не відповідала тривожній обстановці: служби міста, мовив він, працюють нормально, музеї, магазини, банки функціюють. Однак, люди вийшли на вулиці і побачили, що метро закрито, трамваї не ходять, над містом повис дим, — у всіх установах палили документи і архіви. Незабаром рознеслися чутки про німецькі танки, які ввірвалися в Хімки (танки Гудеріана дійсно 17 жовтня прорвалися в Хімки, за 19 кілометрів від центру Москви), а також про те, що на Ленінградському шосе, за 15 кілометрів від Кремля йде бій з колоною німецької мотопіхоти, у багатьох москвичів здали нерви. Місто охопила справжня паніка. На залізничні станції, які були забиті людьми, евакуйованими із своїми підприємствами, вхід був тільки за перепустками.
Вночі та вдень 16 жовтня з московських тюрем продовжували вивозити ув'язнених за місто на розстріл на полігон «Комунарка»; тільки з Бутирської вивезли 136 осіб.
Керівників країни і міста охопив страх. Стала зрозумілою слабкість системи, яка щойно здавалася настільки твердою і надійною, безвідповідальність величезного і всевладного апарату, боягузтво сталінських висуванців. Думали тільки про власний порятунок, тікали з родинами і особистим майном і кидали столицю напризволяще. Організована евакуація перетворилася в тотальну втечу.
Як тільки почалася паніка, першими побігли чиновники разом з грошима людей. Величезна кількість рапортів від міліції, які ловили директорів, голів, членів партії з награбованим майном. Вони намагалися першими виїхати з міста, на схід. За неповними даними військової комендатури Москви, з 438 підприємств, установ і організацій втекло 779 керівних працівників, які викрали 1 мільйон 484 тисячі рублів, розбазарено цінностей і майна на суму понад 1 мільйон рублів, викрадено 100 легкових і вантажних автомобілів. За боягузтво, мародерство, знищення партійних квитків партійна колегія при МК ВКП (б) за період з 25 жовтня по 9 грудня 1941 року виключила з лав комуністів близько 950 осіб, з них — значна кількість партійних працівників і керівників підприємств.
Тільки 17 жовтня по радіо виступив перший секретар Московського міськкому ВКП (б) Олександр Щербаков, більш-менш переконливо роз'яснив необхідність евакуації деяких установ і промислових підприємств, рішуче спростував чутки про підготовлювану здачу столиці, закликав москвичів захищати столицю до «останньої краплі крові» і сказав найголовніше, що Сталін — в Москві.
Москва в ті дні справляла враження вимерлого міста. Поступово запрацювали заводи і фабрики, робочі встали до верстатів, всі інші працездатні були мобілізовані на будівництво укріплень на підступах до Москви. Вітрини магазинів були забиті дошками і фанерою, загороджені мішками з піском.
Ставши особистим свідком грабежів, Й. Сталін зажадав вжити жорстких заходів з наведення порядку в місті. 19 жовтня він підписав постанову ДКО про введення з 20 жовтня в Москві і прилеглих до міста районах стану облоги.
Заворушення в столиці були припинені суворими заходами. У кожному районі Москви були створені комендатури. За два місяці дії цієї постанови за спробу обеззброїти патруль, поширення ворожих листівок, зраду Батьківщині і дезертирство, поширення пораженських чуток на місці були розстріляні 16 осіб. Ще 357 дезертирів, шпигунів, мародерів, зрадників Батьківщини були розстріляні за вироком військового трибуналу, до тюремного ув'язнення на різні терміни засуджені 4741 особа. Посадові особи, що покидали свій пост без розпорядження про евакуацію, залучалися до суворої відповідальності.

## Відео
- Вера Прохорова. Часть 7. Московская паника 16 октября 1941 года [Архівовано 2 листопада 2017 у Wayback Machine.]